# Naskh

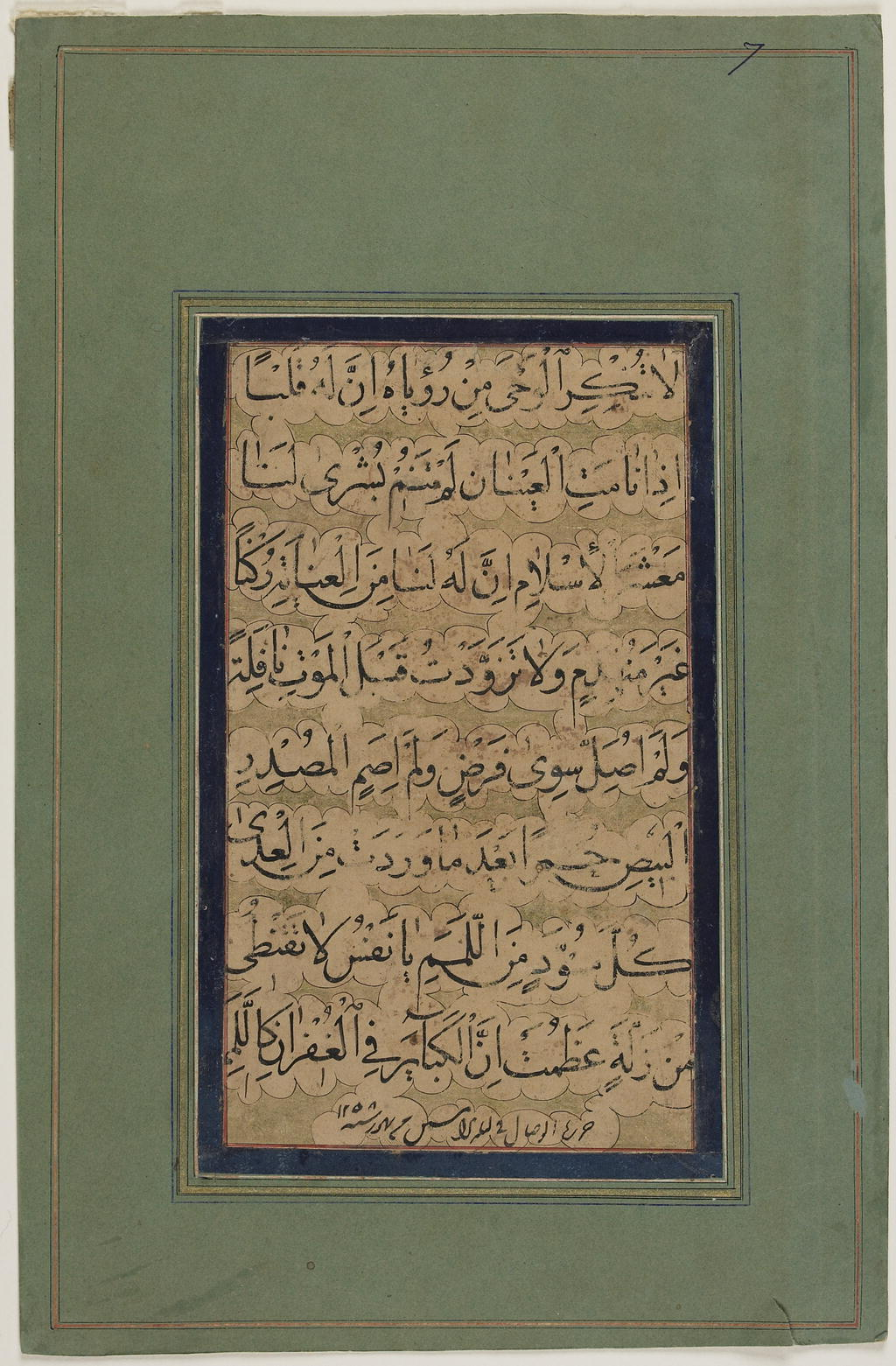
Poème écrit en naskh par Vassali-i Shirazi (début XIXe siècle)

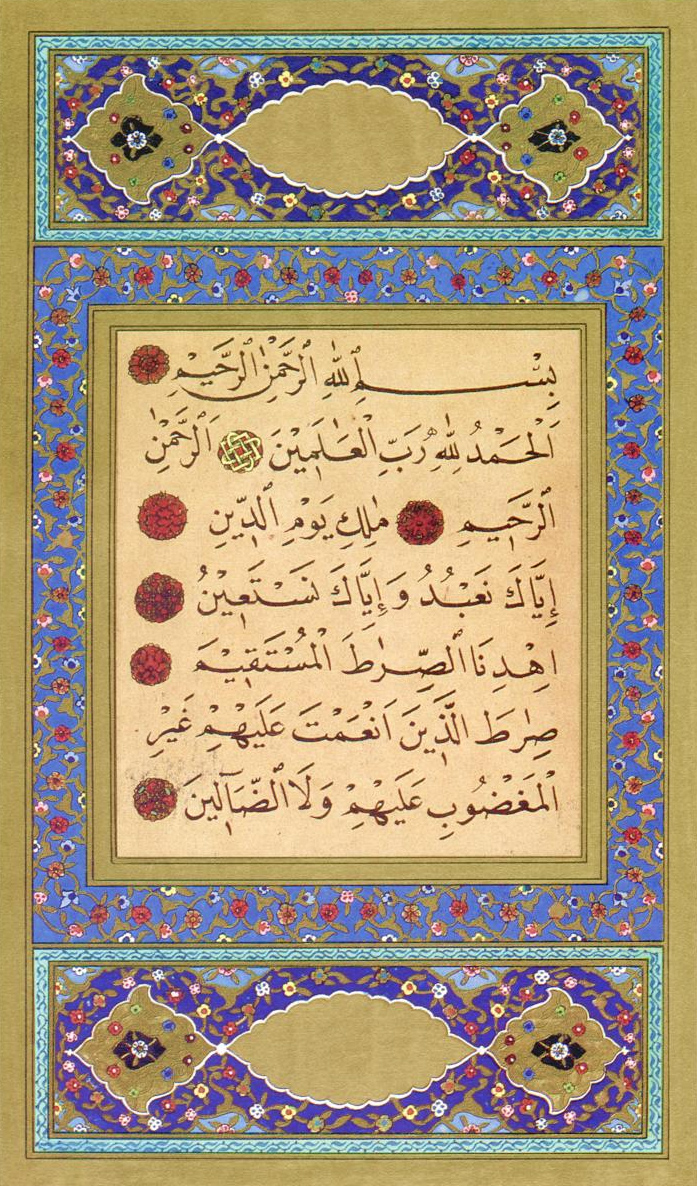
Texte de la Fatiha tiré d'un Coran calligraphié par le calligraphe ottoman Hattat Aziz Efendi (1871–1934).

Le naskh (arabe : نسخ, translittéré nasḫ), aussi appelé naskhi ou neskhi (arabe : نسخى, translittéré nasḫī, « relatif au naskh »),  est le style d'écriture le plus répandu pour les langues utilisant l'alphabet arabe. C'est ce style que l'on apprend à l'école et que l'on emploie pour la calligraphie et l'écriture usuelle, manuscrite ou imprimée.

## Origine
L’écriture naskh (arabe : قلم النسخ), c'est-à-dire, caractère qui sert à copier, dérive visiblement du thuluth (ou soulus).
Il s'est surtout répandu dans le monde arabe et en Perse à partir du XVe siècle, laissant le thuluth, orné, ample et beaucoup plus difficile à lire, à un usage décoratif.
C'est en se fondant sur le naskh qu'a été formé le style nastaliq, d'une écriture plus élégante, qui est surtout répandu de l'Iran au Pakistan et qui est considéré comme archaïque par les Arabes.

## Style
Les lettres, pour la plupart, ont la même forme que dans le thuluth, et la plus grande différence que l'on remarque dans ces deux sortes d'écriture consiste dans leur grosseur ; car le naskh doit être trois fois plus petit que le thuluth.
Les Persans, lorsqu'ils écrivent le naskh, lui donnent une forme un peu maigre et penchée, et les Turcs, au contraire, l'écrivent d'une manière épaisse et lourde. On peut comparer cette écriture à l’écriture bâtarde de l’alphabet latin.
Le naskh des Mamelouks était écrit sans empattement (tarwīs), tandis qu’il est écrit avec un empattement sur la lām de l’article défini par les Ottomans (principalement vers la droite) et les Perses du Xe au XVIe siècle av. J.-C. (principalement vers la gauche).

## Emploi
Les orientaux, qui ne connaissent pas l'art de l'imprimerie[pas clair] [Quand ?], emploient le naskh pour remplacer le caractère imprimé[pas clair]. La plus grande partie de leurs livres est écrite avec ce caractère.
Il est d'usage que le Coran et la littérature islamique soient écrits en naskh.